# 港门镇
港门镇，是中华人民共和国广东省湛江市遂溪县下辖的一个乡镇级行政单位。

## 行政区划
港门镇下辖以下地区：
港门村、货湖村、西坡村、吴家村、塘尾村、港门埠村、枫树村、北灶村、新港村、石角村、黄屋村和新城村。